# Casasola de Arión
Casasola de Arión es un municipio y localidad española de la provincia de Valladolid, en la comunidad autónoma de Castilla y León. Cuenta con una población de 215 habitantes (INE 2024). El río Bajoz discurre por los terrenos de la localidad.
El municipio se ha denominado Casasola y con ese nombre aparece ya en el año 1040. D. Baltasar de Zúñiga y Guzmán, por el título de I Duque de Arión que le concede el Rey Felipe V en 1725, la denomina Villa de Arión y el pueblo la ha seguido llamando con el nombre que hoy tiene, Casasola de Arión. Hay indicios de yacimientos en varios lugares del término de  prehistoria reciente, posible hierro, romano altoimperial, tarderromano, plenomedieval y bajo medieval.  
Históricamente perteneció a la provincia de Toro y a la diócesis de Zamora y en el que poseía tierras Juan Alfonso de Benavides, que fue portero mayor del reino de León y vasallo del rey Alfonso XI de Castilla. Su origen feudal ha dejado señales claras en la distribución de la tierra y en la coexistencia de grandes terratenientes junto con jornaleros y mano de obra sin propiedades que trabajarán para los señores.

## Historia

### sigloXIX
Así se describe a Casasola de Arión en la página 30 del tomo VI del Diccionario geográfico-estadístico-histórico de España y sus posesiones de Ultramar, obra impulsada por Pascual Madoz a mediados del siglo XIX:

CASA SOLA DE ARION

Villa con ayuntamiento en la provincia, audiencia territorial y capitanía general de Valladolid (8 leguas), partido judicial de Mota del Marqués (1), diócesis de Zamora (7).
Situada a la margen del arroyo Bajoz; tiene 160 casas, en su mayor parte de piso bajo; un hospital para pobres enfermos; escuela de instrucción primaria; 2 ermitas (El Humilladero y Nuestra Señora de Gracia), propias de las cofradías de los mismos nombres, y una iglesia parroquial (Santa María), servida por un cura párroco de primer ascenso, y de presentación del duque de Arión por una voz; del extinguido monasterio de Bernardos de Moreruela, por otra; del comendador de Cubillas por otra; de la comendadora de Sancti Spíritus de Salamanca, por otra; del abad de San Benito de Valladolid y vicario de San Román de la Hornija, por otra; hay también dos beneficios simples servideros, de presentación del duque de Arión, cuyas plazas correspondían a otras dos parroquias que existieron en lo antiguo; el cementerio está bien situado y no ofende a la salud pública.
Confina el término con los de Villalbarba, Benafarces, Cabañeros, Pedrosa y Villalonso; dentro de él a 1/4 de hora al O de la población, se encuentra una fuente que surte al vecindario para beber y demás usos domésticos.
El terreno es de superior calidad y muy fértil; le baña el expresado río Bajoz, cuyo paso facilitan dos puentes de piedra.
Caminos: los locales, pesados y de mucho barro en tiempos lluviosos.
Producciones: trigo, cebada, centeno, legumbres, todo de superior calidad, zumaque, vino y yerbas de pastos; cría ganado mular.
Industria: la agrícola.
Comercio: venta de frutos sobrantes y de algunas mulas, e importación de los artículos que faltan.
Población: 121 vecinos, 482 almas.

Capital productivo: 1.055.250 reales. Imponible: 105.525 reales. Contribución: 20.606 reales 9 maravedíes.

### Evolución de la maquinaria agrícola en el mundo
En España, aunque se había introducido alguna máquina de forma puntual, el uso de maquinaria agrícola no se producirá hasta las primeras décadas del siglo XX y se generalizará una vez entrada la segunda mitad del siglo XX. 
La mecanización del campo comenzó en el siglo XIX en Estados Unidos e Inglaterra para irse difundiendo al resto del continente europeo. En 1834 aparecieron las denominadas guadañadoras que simplemente cortaban las espigas dejándolas en la tierra, después las primeras segadoras-agavilladoras, que segaban y dejaban las espigas amontonadas sobre el suelo. A mediados del siglo XIX comienza la fabricación de aventadoras y beldadoras, de muy distinta factura, también las segadoras-atadoras y trilladoras estáticas. Las primeras cosechadoras que realizan las labores de siega, trilla y separación de grano se comenzaron a producir a partir en 1890. En un principio estaban accionadas por animales para posteriormente ser movidas por motores de vapor. Será en el año 1938 cuando, en Estados Unidos, aparece la primera cosechadora con motor de gasolina.

### Producción de máquinas aventadoras en Casasola de Arión
Casasola, como también Pedrosa del Rey en Valladolid, Cantalejo en Segovia y otros muchos pueblos, supieron aprovechar la tardía llegada de la primera mecanización que se extendía por el campo español para crear talleres de producción de maquinaria agrícola, en concreto de aventadoras (también llamadas aventadoras-cribadoras y  beldadoras por su mecánica basada en los bieldos y cribas). Estos talleres proveían a zonas de toda España y también de Portugal. Se reprodujeron los modelos ya existentes de aventadoras-cribadoras, pero se adaptaron a las necesidades locales y a la calidad que podía pagarse e incluso se dieron nuevas soluciones mecánicas a algunos procesos, alcanzando una más que satisfactoria calidad. 
En España la incipiente mecanización de tareas agrícolas comenzó en 1930, con la introducción de la segadora mecánica que suplía el penoso trabajo de muchos segadores, tanto mujeres como hombres. La aventadora o beldadora va a resolver, en los años centrales del siglo XX, otra de las más penosas y tediosas tareas de la cosecha, la de aventar o beldar (separar el grano de la paja) después de realizada la trilla que seguía haciéndose de modo tradicional. Durante unos años Casasola de Arión vivió un auge insólito y contribuyó a reducir el duro trabajo del agricultor en los campos españoles.El pionero en esta actividad fue el taller-fundición de José Vidal, sus hijos Manuel y José continuaron con la actividad bajo la denominación "Hijos de Jose Vidal," trasladando posteriormente la fábrica a Valladolid; no obstante, siguiendo su estela se crearon numerosos talleres en la localidad, de tal manera que, a principios de los años 1950, había en Casasola más de más de 20 empresas faricando máquinas aventadoras. 
En las décadas de 1960 y 1970 dos fenómenos acabarán con ese auge y dejarán despoblada la localidad: la difusión de una nueva maquinaria agrícola, tecnológicamente inalcanzable, barre la pequeña industria de Casasola de Arión y los obreros, sin trabajo, se unen a la emigración  generalizada de jornaleros y campesinos pobres a las ciudades que se extiende por toda España.

## Geografía humana

### Demografía
Cuenta con una población de 215 habitantes (INE 2024).
| Gráfica de evolución demográfica de Casasola de Arión entre 1842 y 2021                                               |
| |
| Población de derecho según los censos de población del INE. Población de hecho según los censos de población del INE. |

| 425                        | 390 | 330 | 345 | 289 | 217 |
| (Fuente: [cita requerida]) |     |     |     |     |     |

## Cultura

### Patrimonio

#### Casa del duque de Arión
La edificación, de adobe y tapial, sita en la actual calle de la Iglesia, conserva una reja de hierro forjado del siglo XVI y un escudo en el que se aprecia la Cruz de Calatrava. La casa fue ocupada por Don Fernando de Castro, partidario de Enrique de Trastámara. 

#### Iglesia parroquial de Nuestra Señora de la Asunción

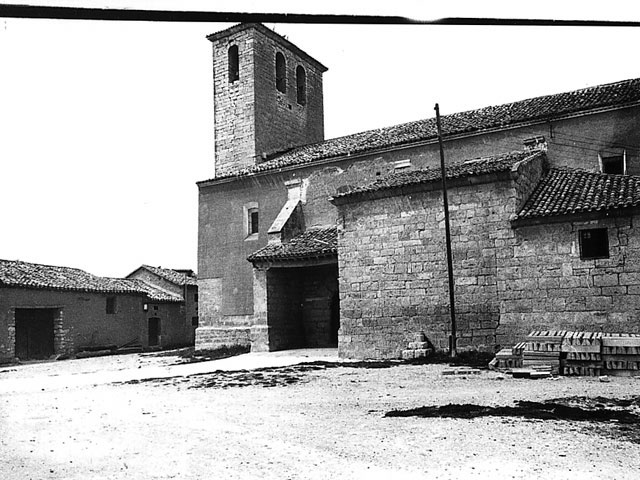
Iglesia parroquial de Nuestra Señora de la Asunción.

El edificio, de corte románico, está construido básicamente de mampostería de piedra y tapial. Su realización abarcó los siglos XV-XVI. La planta es sencilla, una sola nave longitudinal que se cubre con bóvedas de crucería. La capilla mayor, accesible atravesando el arco de medio punto que se apoya en  es de planta cuadrada, a la cual se accede a través de un arco de medio punto apoyado en el muro y decorado con pilares cilíndricos. La torre, construida de piedra de sillería, consta de tres partes desiguales marcadas por una imposta. En la parte intermedia y superior se abren luces con arco de medio punto; en la superior se localiza el campanario.

#### Casa de cultura
El edificio, exento y de dos plantas, fue construido en el año 1880. Sobre un basamento de piedra en cuatro hileras se alzan los muros de carga fabricados con ladrillo.  Los paños intermedios o paredes de cierre están fabricados en tapial. Tiene una estructura simétrica en la fachada partiendo de un espacio central con puerta en la planta baja, ventana en la planta primera y resalte triangular o en frontón con un hueco o ventana circular. El edificio albergó la escuela hasta el año 1956, año en el que fue construido un nuevo edificio escolar. 
En Casasola también puede visitarse el puente sobre el río Bajoz y el viejo depósito de aguas.

#### Ermita de Nuestra Señora de Gracia
Saliendo de Casasola de Arión en dirección a Toro (Zamora),  por la carretera de la red provincial de la Diputación de Valladolid VP-6601, nos encontramos con la ermita de Nuestra Señora de Gracia, de edificación moderna, donde se ubica la imagen de la Patrona, Nuestra Señora de Gracia, fechada en la segunda mitad del siglo XVI.

### Fiestas
- 15 de mayo: San Isidro
- 20 de mayo: Virgen de Gracia
- 26 a 29 de agosto: fiestas patronales en honor a Santa Mónica, .